# Carl Davis (giocatore di football americano)
Carl Davis (Detroit, 2 marzo 1992) è un giocatore di football americano statunitense che milita nel ruolo di defensive tackle per i Seattle Seahawks della National Football League (NFL).

## Carriera

### Baltimore Ravens
Dopo avere giocato al college a football all'Università dell'Iowa, Davis fu scelto nel corso del terzo giro (90º assoluto) del Draft NFL 2015 dai Baltimore Ravens. Debuttò come professionista subentrando nella gara del primo turno contro i Denver Broncos in cui fece registrare tre tackle e un passaggio deviato. La sua stagione da rookie si concluse con 11 tackle e 2 passaggi deviati in 13 presenze, tre delle quali come titolare.